# Qeydū
Qeydū (persiska: كِی دو, كايدو, قيدو) är en ort i Iran.   Den ligger i provinsen Markazi, i den centrala delen av landet, 250 km söder om huvudstaden Teheran. Qeydū ligger 1 672 meter över havet och antalet invånare är 301.
Terrängen runt Qeydū är kuperad åt sydost, men åt nordväst är den platt. Qeydū ligger nere i en dal. Runt Qeydū är det ganska tätbefolkat, med 56 invånare per kvadratkilometer. Närmaste större samhälle är Aznowjān, 7,7 km nordväst om Qeydū. Trakten runt Qeydū består i huvudsak av gräsmarker.